# Hydraena marinae
Hydraena marinae är en skalbaggsart som beskrevs av Castro 2003. Hydraena marinae ingår i släktet Hydraena och familjen vattenbrynsbaggar. Inga underarter finns listade i Catalogue of Life.